# تپه چغا زنگی
تپه چغا زنگی در شهرستان ایوان، بخش مرکزی، روستای چالانچی واقع شده و این اثر در تاریخ ۹ اردیبهشت ۱۳۸۲ با شمارهٔ ثبت ۸۴۶۲ به‌عنوان یکی از آثار ملی ایران به ثبت رسیده‌است.